# چیس اف. رابینسون

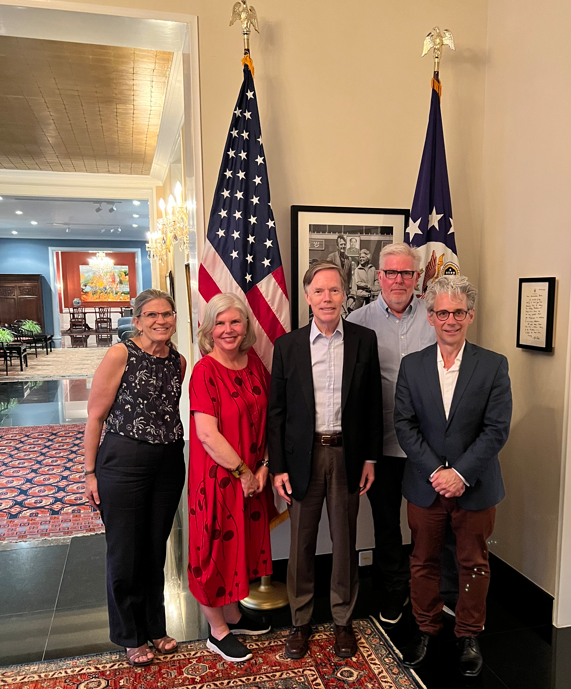
تصویری از چیس اف رابینسون و تیمش به همراه رابرت نیکلاس برنز

چیس اف رابینسون یک مورخ آمریکایی اسلام است که در حال حاضر دیم جیلیان ساکلر مدیر گالری آرتور ام. ساکلر، گالری هنر فریر و موسسه اسمیتسونیان است. قبل از تصدی این سمت، او به عنوان رئیس و استاد برجسته در مرکز فارغ التحصیلان در دانشگاه سیتی نیویورک خدمت می‌کرد. پیشتر، وی در کالج ولفسون در دانشگاه آکسفورد از سال ۱۹۹۳ تا سال ۲۰۰۸ کار می‌کرد. رابینسون مدرک لیسانس خود را از دانشگاه براون و دکترای خود را از دانشگاه هاروارد دریافت کرد. وی در رشته تاریخ در دانشگاه آمریکایی قاهره، دانشگاه قاهره و دانشگاه عبری اورشلیم تحصیل کرده و دکترای خود را در سال ۱۹۹۲ از دانشکده تمدن‌ها و زبان‌های خاورنزدیک دانشگاه هاروارد اخذ کرده‌است. او که به زبان فرانسه مسلط بود، دوره راهنمایی خود را در در پردیس فرانسه در خارج از کشور گذراند، و علاوه بر آن در دانشگاه آمریکایی در قاهره و دانشگاه عبری اورشلیم تحصیل کرده‌است. او ویراستار جلد اول کتاب «تاریخ اسلام جدید کمبریج» است.

## آثار
برخی از آثار وی به این شرح است:
- تاریخ‌نگاری اسلامی
- میراث پیامبر:خاورمیانه و اسلام، ۶۰۰ تا ۱۲۰۰

همچنین ویراستار ارشد آثار ذیل بوده‌است:
- تاریخ آکسفورد دربارهٔ نوشته‌های تاریخی ۴۰۰–۱۴۰۰
- جلد نخست تاریخ جدید اسلام کمبریج، شکل‌گیری اسلام: سده ششم تا یازدهم

دیگر آثار او عبارتند از:
- Empire and Elites after the Muslim Conquest: The Transformation of Northern Mesopotamia. Cambridge, 2000.
- Islamic Historiography. Cambridge, 2003.
- A Medieval Islamic City Reconsidered: An Interdisciplinary Approach to Samarra. Oxford, 2001.
- Texts, Documents and Artefacts: Islamic Studies in Honour of D.S. Richards. Brill, Leiden, 2003.
- Abd al-Malik. Oxford, 2005.
- The Legacy of the Prophet: The Middle East and Islam, 600-1300. Cambridge, 2009.
- The New Cambridge History of Islam: Volume 1, The Formation of the Islamic World, Sixth to Eleventh Centuries. Cambridge University Press, Cambridge, 2010. (Editor)
- Islamic Civilization in Thirty Lives: The First 1,000 Years. University of California Press, 2016.[۳] شابک ‎۹۷۸۰۵۲۰۲۹۲۹۸۷